# São Vicente de Minas
São Vicente de Minas est une municipalité brésilienne de l'État du Minas Gerais et la microrégion d'Andrelândia.